# Габина кућа лутака
Габина кућа лутака (енгл. Gabby's Dollhouse) америчка је интерактивна телевизијска серија коју су створиле Трејси Пејџ Џонсон и Џенифер Твоми за Netflix. Представља комбинацију игране и анимиране серије. Радња прати Габи и њене мачје пријатеље, који се упуштају у пустоловине у кући лутака.

## Радња
Габи је девојчица која воли да подели своју способност маштања и играња. Највише на свету воли мачке, које су јој и најбољи пријатељи с којима одлази у пустоловине у својој кући лутака.

## Епизоде
| Сезона | Сезона | Епизоде | Епизоде | Оригинална објава | Оригинална објава |
| ------ | ------ | ------- | ------- | ----------------- | ----------------- |
|        | 1.     | 10      | 10      | 5. јануар 2021.   | 5. јануар 2021.   |
|        | 2.     | 8       | 8       | 10. август 2021.  | 10. август 2021.  |
|        | 3.     | 7       | 7       | 19. октобар 2021. | 19. октобар 2021. |
|        | 4.     | 8       | 8       | 1. фебруар 2022.  | 1. фебруар 2022.  |
|        | 5.     | 6       | 6       | 25. јул 2022.     | 25. јул 2022.     |
|        | 6.     | 6       | 6       | 1. новембар 2022. | 1. новембар 2022. |
|        | 7.     | 6       | 6       | 20. март 2023.    | 20. март 2023.    |
|        | 8.     | 7       | 7       | 7. август 2023.   | 7. август 2023.   |
|        | 9.     | 6       | 6       | 25. март 2024.    | 25. март 2024.    |
|        | 10.    | 6       | 6       | 5. август 2024.   | 5. август 2024.   |
|        | 11.    | 6       | 6       | 17. фебруар 2025. | 17. фебруар 2025. |